# Neville Hayes
Neville Ronald Hayes (Hurstville, 2 dicembre 1943 – 28 giugno 2022) è stato un nuotatore australiano.
Specializzato nella farfalla, ha vinto due medaglie d'argento alle Olimpiadi di Roma 1960: nei 200 m farfalla e nella staffetta 4x100 m misti.

## Palmarès
- Olimpiadi
  - Roma 1960: argento nei 200 m farfalla e nella staffetta 4x100 m misti.